# Pelham Aldrich
Pelham Aldrich CVO (Mildenhall, Suffolk, 8 de desembre de 1844 - 12 de novembre de 1930) va ser un oficial i explorador de la Royal Navy, que arribà a ser Almirall Superintendent dels molls de Portsmouth.

## Biografia
Nascut a Mildenhall, Suffolk, era fill del Dr. Pelham Aldrich i Elizabeth Frances Aldrich, i es casà amb Edith Caroline Issacson el 1875. Va entrar a la Royal Navy com a cadet el juny de 1859 i fou promogut a sotstinent el 17 de setembre de 1864 i tinent l'11 de setembre de 1866. Serví com a tinent a la corbeta Scout, a partir del 18 de desembre de 1869 al Lord Warden, i el 15 de novembre de 1872 al Challenger.
A bord del Challenger va prendre part en l'expedició Challenger durant 4 llargs anys, entre 1872 i 1876, una expedició científica que va fer molts descobriments i que va establir les bases de l'oceanografia. El 1875 va ser destinat a l'sloop Alert per prendre part en l'Expedició Àrtica Britànica, que va ser enviada per l'Almirallat britànic per tractar d'arribar al pol Nord a través de l'estret de Smith. Aldrich comandà un grup de trineus a l'illa Ellesmere. El cap Aldrich, un dels punts més septentrionals de la terra, rep el nom en el seu honor. Arribà al grau de comandant el 3 de novembre de 1876 i comandà el Sylvia i el Fawn en expedicions topogràfiques a la Xina i la Mediterrània. Va ser promogut a capità el 29 de juny de 1883, comandant el Sylvia i l'Egeria en noves expedicions topogràfiques al Cap de Bona Esperança i Austràlia.
El 1888 l'Egeria visità l'Illa Christmas. A bord hi havia Charles Wyville Thomson, que havia estat científic en cap a l'expedició Challenger, i que posteriorment anomenà el crinoïdeu Bathycrinus aldrichianus en record seu. El 1978 es va emetre un segell a l'Illa Christmas en el seu honor.
El Mont Aldrich, a l'Antàrtida, va ser nomenat en record seu per Robert Falcon Scott per donar-li les gràcies per l'ajuda donada en la preparació d'expedició de Scott.
Va ser promogut a contraalmirall el 21 de desembre de 1898, vicealmirall el 12 d'agost de 1903 i almirall l'1 de març de 1907. Entre l'1 de setembre e 1899 i el 31 d'agost de 1902 fou Almirall Superintendent dels molls de Portsmouth.
Es va retirar de l'Armada el 22 de març de 1908 i es va traslladar a The Croft, Great Bealings. Va morir a Great Bealings i fou enterrat a la parròquia local el 17 de novembre de 1930. La seva esposa va ser enterrada al mateix lloc el 6 de maig de 1943, als 94 anys.